# Amma Asante
Amma Asante, född 13 september 1969 i London, är en brittisk regissör, manusförfattare och tidigare skådespelare.
Asantes föräldrar kommer från Ghana och själv växte hon upp i Streatham i södra London. Som barn medverkade hon bland annat som skådespelare i såpoperan Grange Hill.
Asante debuterade som regissör 2004 med A Way of Life vilken hon vann en BAFTA Award för. Nio år senare följdes den upp av Belle med Gugu Mbatha-Raw i huvudrollen som Dido Elizabeth Belle. Hennes tredje långfilm A United Kingdom hade premiär 2016 och har David Oyelowo och Rosamund Pike i huvudrollerna. Filmen skildrar Botswanas president Seretse Khama och hans hustru Ruth Williams Khamas kärlekshistoria.
Hon har varit gift med producenten Charlie Hanson och är numera bosatt i Haag i Nederländerna tillsammans med sin andra make Soren Pedersen som ursprungligen kommer från Danmark.

## Filmografi i urval
- 1986–1987 – Grange Hill (TV-serie) (skådespelare)
- 2004 – A Way of Life (regi och manus)
- 2013 – Belle (regi)
- 2016 – A United Kingdom (regi)
- 2017 – Where Hands Touch (regi och manus)